# 高山全叶山芹
高山全叶山芹（学名：Angelica maximowiczii var. alpinum）为伞形科当归属全叶山芹的变种。分布在中国大陆的四川等地，生长于海拔2,250米的地区，一般生于高山坡，目前尚未由人工引种栽培。